# Кошаганов, Жумаш
Жума́ш Кошага́нов (каз. Жұмаш Қошағанов; ?, совр. Талды-Курганская область — ?) — советский колхозник, звеньевой колхоза «Путь коммунизма», Герой Социалистического Труда (1948).

## Биография
В 1930-х годах вступил в колхоз «Путь коммунизма» Талды-Курганской области. Первоначально работал рядовым колхозником. В 1945 году был назначен звеньевым полеводческого звена. 
В 1945 году полеводческое звено под руководством Жумаша Кошаганова собрало с каждого гектара по 17,3 центнера зерновых вместо запланированных 10 центнеров. В 1947 году было собрано с участка площадью 8 гектаров по 30 центнеров зерновых. За этот доблестный труд был удостоен 28 марта 1948 года звания Героя Социалистического Труда.

## Награды
- Герой Социалистического Труда (1948);
- Орден Ленина (1948).